# Maruggio
Maruggio est une commune de la province de Tarente, dans les Pouilles, en Italie. Elle compte environ 5 200 habitants.

## Administration
| Période                                  | Période  | Identité          | Étiquette           | Qualité |
| ---------------------------------------- | -------- | ----------------- | ------------------- | ------- |
| 15 juin 2004                             | En cours | Alberto Chimienti | Maison des libertés |         |
| Les données manquantes sont à compléter. |          |                   |                     |         |

### Frazione
Campomarino di Maruggio.

### Communes limitrophes
Manduria, Sava, Torricella.